# NGC 2765
NGC 2765 ist eine linsenförmige Galaxie vom Hubble-Typ S0 im Sternbild Wasserschlange. Sie ist schätzungsweise 161 Millionen Lichtjahre von der Milchstraße entfernt.
Das Objekt wurde am 27. Januar 1786 von Wilhelm Herschel entdeckt.